# Лобос (Галапагоські острови)
0°51′22″ пд. ш. 89°33′58″ зх. д. / 0.856034° пд. ш. 89.566169° зх. д.
Лобос (ісп. Isla Lobos) або Фоче (ісп. Isla Foche) — безлюдний острів у Тихому океані площею 6,6 га (0,066 км²), який є частиною Галапагоських островів. Адміністративно належить до провінції Галапагос, частини південноамериканської країни Еквадор.
Відділений від значно більшого острова Сан-Кристобаль вузькою протокою, на захід від Пунта-Басса, на схід від рифу Шиавоні та в 10 км на північний схід від міста Пуерто-Бакерісо-Морено.
Острів, як видно з назви, є колонією вовків (ісп. lobos), а також фрегатів і сули блакитноногої.